# Kimsundet
Kimsundet är ett sund mellan Bergön och fastlandet, där Spjutnäsfjärden via Övra Kimfjärden och Nedra Kimfjärden rinner ut i Östersjön och namnet på ett fiskeläger på samma plats, beläget i Rogsta socken, Hudiksvalls kommun.
Enlig Olof Broman skulle hälsingekarlarna haft ett fiskeläge i Sunnåfjärden som nu utgör en del av sjön Norstafjärden fram till 1570, men när Stegsundet började grundas upp flyttades fiskeläget till närheten av Kimsundet, först låg de inne i viken (i det som nu är Nedra Kimfjärden), men flyttades från omkring 1600 ut på andra sidan sundet på grund av den fortsatta landhöjningen. Olof Broman beskriver att sjöbodarna från 1720 åter fått flyttas längre ut på grund av landhöjningen. Fiskeläget skall ursprungligen ha brukats av fiskare från stora delar av Hälsingland, men under Bromans tid fanns där endast fiskare från Rogsta socken. Ett fiskehus uppfördes 1695 över strömmen för fånga lake, men fiskehuset togs bort i början av 1700-talet och fisken fångades därefter senare med ryssjor. Fisket kom därefter att minska i avkastning. På 1860-talet sänktes vattennivån i de forna havsvikarna för att utvinna odlingsmark genom att en kanal grävdes från Norstafjärden genom Synsundet ned till Kimsundet. Man grävde även ut Stegsundet. Efter detta försämrades fisket ytterligare. I samband med laga skifte 1894–1900 anges Kimsundets allmänning ha ett mycket ringa värde. Fiskarstugorna och sjöbodarna blev dock kvar och finns i stor utstäckning ännu bevarade. 1720 sägs sex eller sju båtar finnas i fiskeläget, vid laga skifte fanns tio delägare i fiskelägret. Från 1870-talet och fram till 1960-talet användes dock Kimsundet som flottningskanal i samband med avverkning av skogarna runt sjösystemet.